# 高山彦九郎
高山 彦九郎（たかやま ひこくろう、延享4年5月8日（1747年6月15日） - 寛政5年6月28日（1793年8月4日））は、江戸時代後期の武士、尊皇思想家。林子平・蒲生君平と共に、「寛政の三奇人」の一人（「奇」は「優れた」という意味）。諱は正之、字は仲縄、号は金山・赤城山人、戒名は松陰以白居士。
父は高山彦八正教、母はしげ。兄は専蔵正晴。妻はしも、後にさき。子に義介ほか娘など。
多年にわたる日記を残しており、吉田松陰はじめ、幕末の志士と呼ばれる人々に多くの影響を与えた人物である。また、二宮尊徳や楠木正成と並んで戦前の修身教育で取り上げられた人物である。三島由紀夫が強い関心を持っていたことでも知られる（他には、葉隠・神風連・三輪神社・大乗仏教・密教・陽明学）。

## 生涯
上野国新田郡細谷村（現群馬県太田市）の郷士高山彦八正教の二男として生まれる。先祖は平姓秩父氏族である高山氏出身で、新田義貞に仕えた新田十六騎の一人である高山重栄。彦九郎は『京都日記』中で天正年間に因幡守繁政が新田に居住したとしている。
13歳の時に『太平記』を読んだことをきっかけに勤皇の志を持ち、明和元年（1764年）、18歳の時に置文（高山神社蔵）を残して京都へ出奔した。『京都日記』中に「予は師弟の義もあらねば」とあるように正式な入門ではなかったものの、この時期岡白駒に教えを受けた。明和3年（1766年）、母の病死をきっかけに帰郷する。
その後江戸へ出て細井平洲に学ぶ。樺島石梁『平洲先生行状』、上田子成『山窓閑話』に彦九郎24歳の時細井平洲に初めて会い、父の仇討ちを相談したが教戒された話が記録されている。

### 日記
彦九郎は北は津軽半島、南は鹿児島まで日本全国を旅行しており、その旅行記を精細に記録している。以下に日記の一部が現存するものを挙げる。
| 日記名         | 期間                                | 内容                                            | 備考 |
| -------------- | ----------------------------------- | ----------------------------------------------- | --- |
| 赤城行         | 安永2年（1773年）11月14日-19日      | 郷里-三夜沢赤城神社-伊香保温泉-前橋-伊勢崎-郷里 | |
| 甲午春旅       | 安永3年（1774年）1月4日-3月7日      | 郷里-江戸-東海道-京都滞在                       | 鶴岡八幡宮、熱田神宮、伊勢神宮参詣                                                                                             |
| 乙未の春旅     | 安永4年（1775年）2月18日-4月9日     | 京都-北陸道-郷里                                | |
| 利根路の秋旅   | 安永4年（1775年）7月8日-22日        | 出来島河岸（現埼玉県熊谷市）-日本橋小網町       | 太田市所有、太田市指定重要文化財。                                                                                             |
| 忍山湯旅の記   | 安永4年（1775年）7月29日-8月13日    | 郷里-忍山温泉（上野国山田郡）-郷里              | 忍山（おしやま）温泉は現在の桐生市梅田にあった鉱泉。                                                                           |
| 江戸旅行日記   | 安永5年（1776年）3月15日-4月11日    | 郷里-江戸滞在                                   | |
| 古河のわたり   | 安永5年（1777年）3月か              | 常陸国古河の熊沢蕃山墓参                        | |
| 斎中記         | 安永5年（1777年）7月5日-11日        | 郷里の川で沐浴斎戒                              | |
| 小田原行       | 安永5年（1777年）9月16日-22日       | 江戸-小田原-江戸                                | |
| 丁酉春旅       | 安永6年（1778年）3月27日-5月4日     | 甲州身延山-東海道-江戸-郷里                     | |
| 武江旅行       | 安永6年（1778年）9月27日-10月24日   | 出郷-江戸-郷里                                  | |
| 赤城従行       | 安永6年（1778年）10月30日-11月3日   | 叔父剣持長蔵と三夜沢赤城神社参詣                | 二宮赤城神社の御神幸（現前橋市指定重要無形民俗文化財）の記録がある。                                                           |
| 戊戌季春記事   | 安永7年（1779年）3月18日-6月24日    | 在郷在宅で近郊を小旅行                          | |
| 小股行         | 安永8年（1780年）7月7日             | 下野国小股の鶏足寺、石尊山登山                  | |
| 冨士山紀行     | 安永9年（1781年）6月10日-7月22日    | 郷里-八王子-富士山-江戸-郷里                    | 神奈川宿で同宿した中津藩士簗又七次正と知り合う                                                                                 |
| 江戸旅中日記   | 安永9年（1781年）11月12日-25日      | 江戸滞在-郷里                                   | |
| 江戸日記       | 天明2年（1782年）4月6日-9日         | 出郷-江戸                                       | |
| 沢入道能記     | 天明2年（1782年）4月6日-9日         | 太田-上野国勢多郡沢入-太田-郷里                 | 塔ノ沢の石造釈迦涅槃像（現群馬県指定史跡）を記録。                                                                             |
| 子安神社道能記 | 天明2年（1782年）6月15日-16日       | 上野国勢多郡産泰神社参詣                        | |
| 武州旛羅廻     | 天明2年（1782年）7月22日            | 武蔵国台村及び旛羅地方巡歴                      | |
| 上京旅中日記   | 天明2年（1782年）10月16日-11月16日  | 出郷-中山道-京都                                | |
| 京都日記       | 天明2年（1782年）11月18日-3年4月3日 | 京都滞在                                        | |
| 京日記         | 天明3年（1783年）4月4日-7日         | 京都滞在                                        | |
| 下向日記       | 天明3年（1783年）4月7日-5月3日      | 京都-中山道-郷里                                | |
| 高山正之道中記 | 天明3年（1783年）9月3日-15日        | 郷里-東海道-京都                                | 伊勢以遠を欠く |
| 再京日記       | 天明3年（1783年）10月22日-11月21日  | 京都、途中大坂                                  | 祖父の神号を得る |
| 小股新社日記   | 天明5年（1785年）7月2日-3日         | 足利の小股神社参詣                              | |
| 北上旅中日記   | 天明5年（1785年）7月13日-18日       | 郷里-上野国利根郡東入地方                       | 利根郡大原村の金子十右衛門照泰を尋ねた。老神温泉、吹割の滝も訪れている。                                                       |
| 墓前日記       | 天明6年（1786年）6月1日-晦日        | 祖母の三年喪に服した時の日記                    | |
| 江戸日記       | 寛政元年（1789年）11月末-12月22日   | 江戸滞在                                        | |
| 江戸日記       | 寛政2年（1790年）5月1日-6月7日      | 江戸滞在-奥羽旅行出発                           | |
| 北行日記       | 寛政2年（1790年）6月7日-11月30日    | 房総-常陸-福島-米沢-南部-仙台-日光-中山道-京都  | 水戸・米沢で多くの人物と交流。津軽半島の先端、宇鉄まで行き蝦夷地渡航を求めたが実現しなかった。天明の飢饉の影響も記録している。 |
| 京都日記       | 寛政2年（1790年）12月1日-3年7月18日 | 京都滞在                                        | |
| 筑紫日記（1）  | 寛政4年（1792年）1月1日-8月26日     | 九州各地                                        | 京都-熊本を欠く |
| 筑紫日記（2）  | 寛政5年（1793年）5月3日-6月26日     | 久留米                                          | 久留米で自刃 |

### 交友

#### 伊勢崎
『高山芳躅誌』に伊勢崎藩士浦野知周との交際が記述されているほか、伊勢崎藩家老関睡峒とも交流があり、関は彦九郎の肖像画を残している（後述）。伊勢崎藩藩校学習堂教授に招かれた小松原醇斎とは江戸で交流している。

#### 江戸
彦九郎は寛政元年の『江戸日記』で前野良沢の家にたびたび宿泊し、和歌を詠むなど親しい交流をしている。良沢の息子良庵（達）とは中津藩士簗又七次正を介して知り合い、良庵は彦九郎の実家を訪ねている。彦九郎の日記には前野良沢の知人も多数現れ、その中には杉田玄白、桂川甫周、大槻玄沢、工藤平助、最上徳内などがいる。
江戸で直接交流があった人物としては柴野栗山、岡田寒泉、服部栗斎がいる。

#### 京都
京都で早くから親しく交流し、多くの知人を紹介された人物に高芙蓉がいる。前述『赤城行』では高の依頼により伊香保で大島氏の系譜を調べている。
京都では白木屋に滞在し大村彦太郎と交流している。
前述の岡白駒は1度目の上京の後死去したため、より長く関係を保ったのはその子、岡恕斎であり、その紹介で彦九郎は藪孤山、頼春水、木村蒹葭堂、葛子琴らと知り合っている。
彦九郎と交流のあった公卿のうち最も重要な人物は正二位伏原宣條である。伏原は彦九郎に自筆の書画を多数与え、彦九郎はそれをさらに他の人に与えて皇室への関心を高めている。
公卿で親しく交流した中には従二位岩倉具選がおり、彦九郎は岩倉邸に長く滞在した。
正二位権大納言芝山持豊からは和歌の添削を受け、芝山邸の歌会などで多くの公卿と知り合っている。

#### 伊勢
天明3年9月に村井古巌とともに伊勢へ行き、蓬萊尚賢、荒木田久老と会っている。

#### 水戸
寛政元年に江戸で立原翠軒とともに彰考館教授、長久保赤水宅を訪ね、藤田幽谷と会っている。
寛政2年6月30日に水戸を訪れた際は、立原翠軒宅に宿泊し、藤田幽谷とも面会した。水戸を発った後天下野村では木村謙宅に泊まった。

#### 米沢
寛政2年7月15日から23日にかけて米沢に滞在した。米沢藩士とは細井平洲を介して江戸で交流があった。
神保容助、片山紀兵衛一積が宿を訪れ、莅戸太華とも面会。藩校興譲館で講話を行い、上杉鷹山から片山紀兵衛を使者として那須国造碑の訓点を尋ねられている。
米沢藩の厚遇は滞在中の歓待に留まらず、出発の際各村の庄屋宛に、人夫一人を彦九郎につける手形を発給している。

#### 仙台
寛政2年10月21日に仙台に入り、林子平のもとに滞在。元々江戸で交友があったものとみられる。10月28日には鹽竈神社の祠官藤塚知明のもとに泊まり、村井古巌の墓参りをしている。

#### 熊本
寛政3年末から熊本の薮孤山宅に滞在した。この間斎藤高寿、富田大鳳、草野雲平、高本紫溟、辛島才蔵らと交流。年明けに高本紫溟の家に移り、藩校時習館の学生とも交流している。2月24日に知己25、6人に見送られ出立。

#### 鹿児島
寛政4年3月5日に野間の関に到着したが、入国許可が下りず、城下の赤崎禎幹に飛脚を出してもらい、20日に薩摩入国。山本正誼、白尾国柱といった要人と接触を図っている。25日に鹿児島出立後、日田で広瀬淡窓を尋ねたことが広瀬の手記から分かるが、彦九郎のこの期間の日記を欠く。

### 自刃
寛政5年5月3日に久留米に入り、医師森嘉膳宅に寄食した。太宰府・博多などを回り松崎で赤崎禎幹に会った後、6月19日に久留米に戻った。6月27日夜、森嘉膳宅の一室で切腹。翌28日午前4時（「記高山彦九郎自殺事」による。『安西敬基筆記』では午前8時ごろ、「高山彦九郎死亡届」では午前8時過ぎ、森兵次口上書では午前8時）絶命。享年46。
辞世の句は以下の二つ。
```
松崎の駅の長に問ふて知れ心つくしの旅のあらまし
```

```
朽はてゝ身は土となり墓なくも心は国を守らんものを
```

自殺の原因としては森嘉膳による「記高山彦九郎自殺事」に、6月26日、27日に彦九郎が日記等を水に浸し揉み破っており、森嘉膳に理由を問われた彦九郎が「予狂気なり」と答えており、切腹後にも彦九郎は理由として「狂気」と答えたと記録されている。他方、彦九郎が京都の公卿方の反幕府の密命を受けて薩摩藩を説伏に行ったがうまくいかなかったことを理由とする説がある。日記には鹿児島出立後尾行者のあることが見えるので、幕府の密偵による監視により京都に戻れなかったとも考えられる。

### 没後

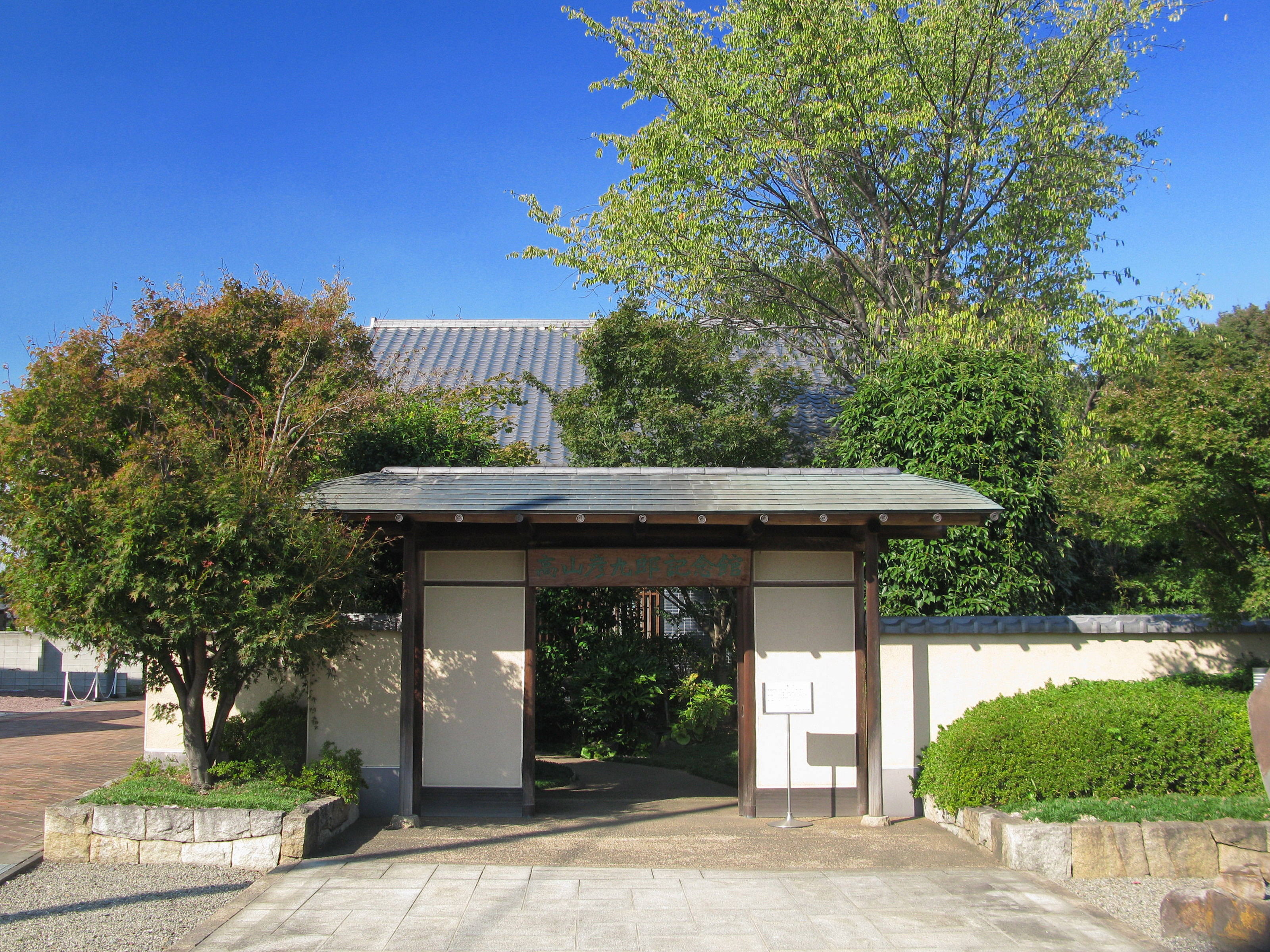
高山彦九郎記念館

久留米の真言宗遍照院に葬られ、戒名は松陰以白居士。翌年4月に息子義介、叔父剣持正業が久留米を訪れ法要が催された。
明治2年（1869年）12月、王政復古に尽力した功労者として、子孫に三人扶持が下された。
明治11年（1878年）3月8日、贈正四位。
昭和6年（1931年）11月26日、旧宅跡と遺髪塚（現太田市細谷町）が国史跡の指定を受けた。
平成8年（1996年）5月3日、高山彦九郎記念館開館。

## 人物

### 肖像画
- 上掲『高山芳躅誌』（新井雀里）口絵の肖像画は、彦九郎本人と交友のあった伊勢崎藩家老、関睡峒によるとされる。
- 『高山操志』（金井金洞）の肖像画[22]は、我古山人によるもので、彦九郎の曾孫石九郎をモデルとし、彦九郎の妹きんに見てもらい似ていると言われたという。
- 伝池大雅筆の肖像画が現存するが、真筆ではないとみられる。『丁酉春旅』安永6年（1777年）4月6日に、彦九郎本人が池大雅を知人だと語る場面がある[23]。
- 金井毛山、金井烏州による肖像画もある。

### 容貌[24]
- 柴野栗山『送高山生序』「身長八尺高髻挿梁、面如紅玉」
- 『北行日記』10月21日「出口茶店伊藤屋万助所に休ふ、克ク林氏（林子平）の事を知りて子平子に似たりと予が事を評せり」
- 広瀬淡窓「年ころ四十余なり。顔面雄壮にして眼大に鬚多し」
- 杉山忠亮『高山正之伝』文政元年（1818年）「正之長八尺余、鬚髯如神」
- 頼山陽『高山彦九郎伝』天保12年（1841年）「為人白晳精悍、眼光射人、声如鐘、有奇節。」
- 菅茶山『筆の須佐飛』安政3年（1856年）「其人鼻高ク目深ク口ヒロク丈タカシ、総髪ナリ。」

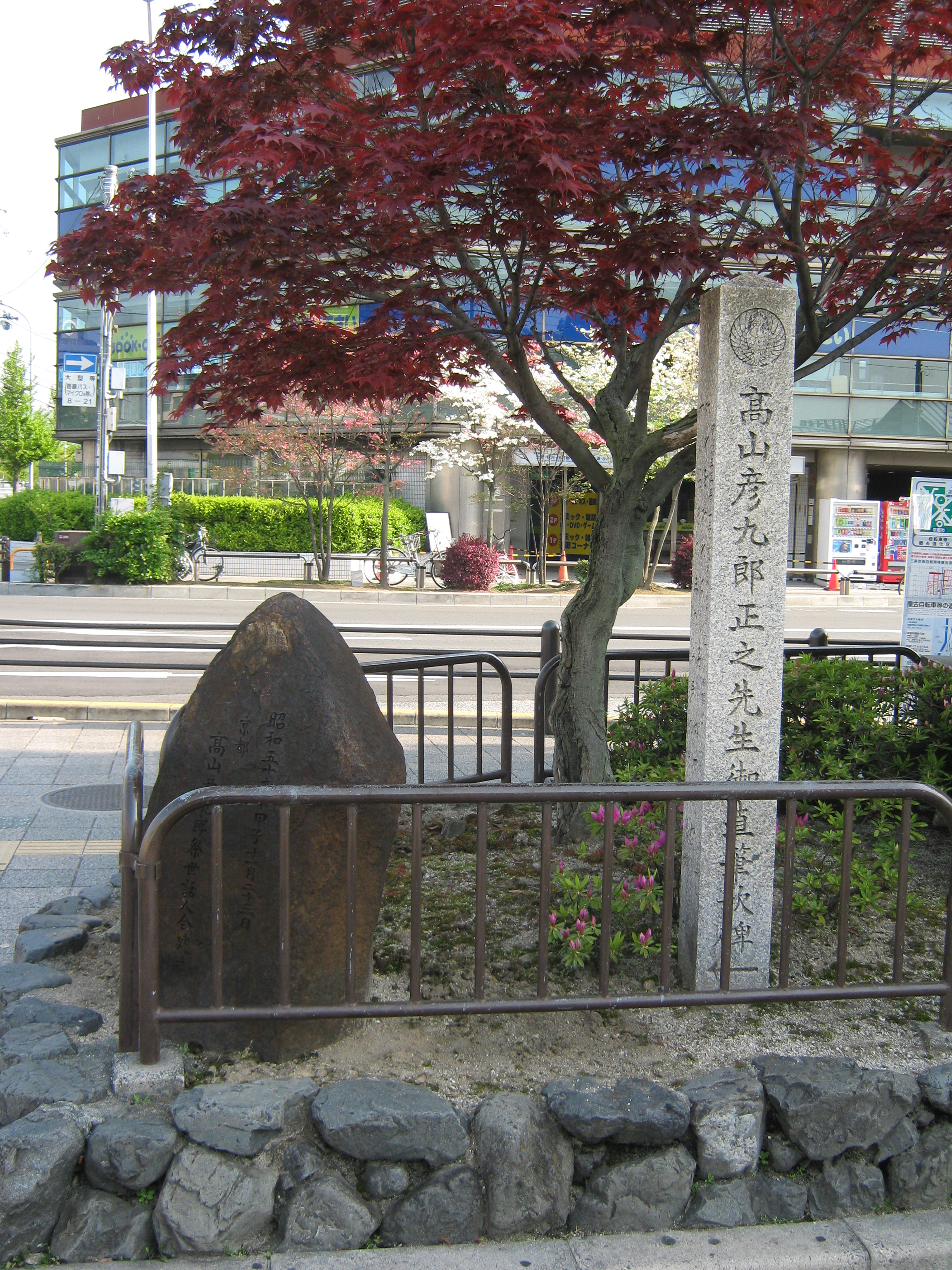
高山彦九郎歌碑、京都川端三条

### 和歌
彦九郎は日記に自身が詠んだ多数の和歌を記録しており、『高山彦九郎歌集高山朽葉集』には961首が収められている。他に長歌・俳句・狂歌も残されている。
伊藤左千夫は、以下の歌に対し「此人に此歌ありとは、聊かならず驚かされぬ、君を思ひ国を思ふ心篤かりしは、天が下に知らぬ者なき程なれど、文学の上にもここまで至れる人とは露おもはざりしを」と驚き褒めている。
```
丈夫乃円居世流夜波勇魚取海山越天風毛来勿鴨（ますらおのまどゐせるよはいさなとりうみやまこえてかぜもこぬかも）
```

芝山持豊が光格天皇の側近であったことから天皇とも彦九郎は間接的に関わることとなった。『京都日記』寛政3年（1791年）3月15日では、芝山持豊が「先月唐鑑御会の御時に天上の御沙汰ありける･･････天子能ク知食して有ける也」と語り、翌日には山科泰安から「上様も知食し、ある時高山彦九郎といへるものを知れるとやと御尋ネ有ける」と聞き、「恐れ入りたる事とて拝す」とともにその感激を『愛国百人一首』にも採られた以下の歌に詠んでいる。

### 大学寮再興
彦九郎は『京都日記』中で天明2年（1782年）12月に高芙蓉、玉田黙翁と大学寮再興について話し合ったことを記録している。翌年3月には懐徳堂で中井竹山と議論を行っている。寛政3年には伏原宣條、西山拙斎、芝山持豊、橘南谿、太田碩安らに学校建設の話をしている。

### 奇瑞の亀
寛政3年（1791年）3月、志水喜間多（南涯）が琵琶湖で捕獲された緑毛亀を得たとの手紙を彦九郎に寄越したことから、『淵鑑類函』に「亀有毛者文治之兆、緑毛黄甲皆祥瑞」とあるのを見いだし、3月30日、この亀を御所に持参し光格天皇に御覧頂いた。この亀は7月6日に仙洞御所の池に放されるが、彦九郎は亀を描いた摺物の配布を行い文治政治実現の近いことを宣伝した。

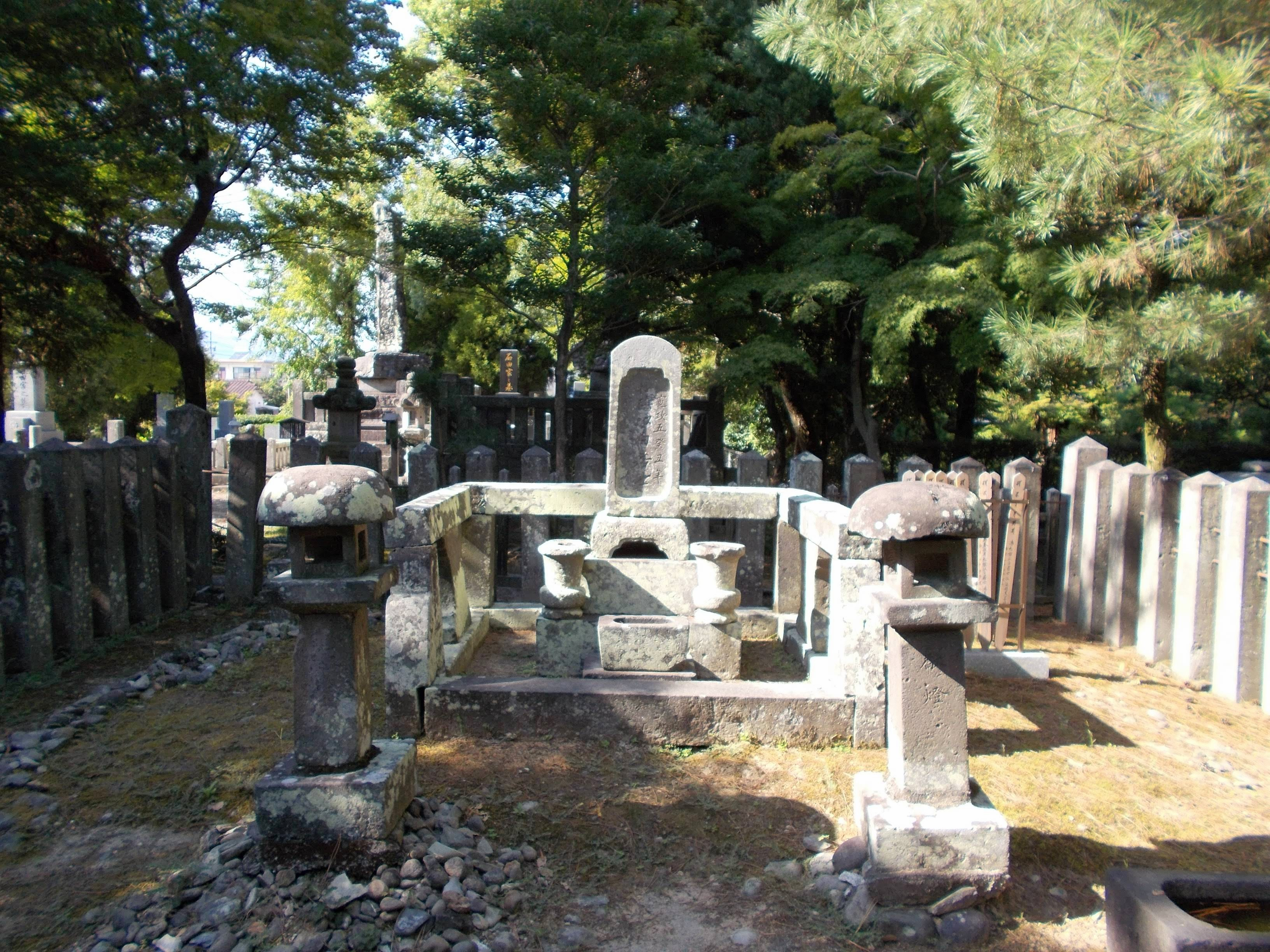
福岡県久留米市寺町の光明山遍照院の高山彦九郎墓

## 墓地
自刃の地から約400メートル離れた、久留米市寺町の光明山遍照院に墓がある。

## 三条大橋の銅像

高山彦九郎皇居望拝之像（三条大橋東詰）

京都府京都市三条大橋東詰（三条京阪）に、皇居（現・京都御所）遥拝姿の彦九郎の銅像がある。ポーズからしばしば土下座していると誤認されて「土下座像」「ドゲザ」と通称され、京都の待ち合わせスポットの一つとしても認知されている。若いころの彦九郎が三条大橋の東で皇居に向かい拝跪した逸話は頼山陽の『高山彦九郎伝』にある。
初代は昭和天皇の御大典を祝して有志からの寄付により1928年に作られ、法華経と伊勢神宮で入魂した柱が納められ東郷平八郎が台座の揮毫をした。しかし、1944年11月に金属類回収令で供出され、代わりに徳富蘇峰の揮毫による「高山彦九郎先生皇居望拝之趾」の石碑が置かれた。現在の銅像は1961年に場所を移動したうえで伊藤五百亀によって再建されたものである。
2012年1月20日午後6時ごろ、白いペンキがかけられるという事件が起こった。コロナ禍の2020年4月末には、銅像の口元にマスクを着けるいたずらが起きた。

## 神社
群馬県太田市に、高山彦九郎を祀る高山神社が建てられている。

## 家族[39][40]
- 祖父　伝左衛門貞正（元禄7年（1694） - 明和3年（1766）） - 下田島の蓮沼新五右衛門政房の長男。母は高山宗三繁久の娘、ゑん。
- 祖母　りん（元禄12年（1698年） - 天明6年（1786年）） - 新田郡内ヶ島村大槻権兵衛正曜の娘。
  - 父　彦八正教（享保2年（1717年） - 明和6年（1769年）） - 大山阿夫利神社への参詣の途中、何者かに殺害される。
  - 母　しげ（享保11年（1726年） - 明和2年（1765年）） - 武蔵国旛羅郡台村剣持重左衛門則康の娘。
    - 兄　専蔵正晴（寛保2年（1742） - ）
      - 甥　伝四郎

    - 先妻　しも - 新田郡大島村天野嘉右衛門の娘。
      - 長女　せい（安永7年（1778年） - ）

    - 後妻　さき - 新田郡藤阿久村加村太兵衛の娘。
      - 次女　さと（安永9年（1780年） - ）
      - 長男　義介（天明2年（1782年） - ） - 彦九郎の死後桐生新宿の常見家に入るが、息子恒太郎に常見家を継がせると高山家を再興した。
        - 孫　常見恒太郎
          - 曾孫　高山石九郎正敬
            - 玄孫　守四郎
              - 来孫　正行

      - 三女　りよ（天明5年（1785年） - ）

    - 妹　いし（寛延3年（1750年） - ） - 武蔵国奈良新田村高橋仁左衛門に嫁ぐ。
    - 妹　きん（明和2年（1765年） - ） - 佐位郡伊与久村伊与久嘉吉（伊勢崎藩士）に嫁ぐ。

  - 叔父　蓮沼要右衛門正穏（政穏） - 伝右衛門の生まれた蓮沼家を継ぐ。
  - 叔母　みち（ふの）
  - 叔父　剣持長蔵正業（元文2年（1737年） - 文化14年（1817年）） - しげの実家剣持家に婿養子に入る。
  - 叔母　ため

## 伝記
- 三上卓『高山彦九郎』（平凡社、1940年8月）
- 野間光辰『高山彦九郎　京都日記』（日本の旅人：淡交社、1974年、新版2020年）ISBN 4473044106
- 『高山彦九郎の実像 維新を呼んだ旅の思想家』（あさを社、1993年）

## 高山彦九郎を題材とした作品
小説
- 吉村昭『彦九郎山河』
文藝春秋、1995年、ISBN 4-16-315820-0
文春文庫、1998年、ISBN 4-16-716933-9
岩波書店「吉村昭歴史小説集成三」、2009年、ISBN 4-00-028313-8

漫画
- みなもと太郎『風雲児たち』